# Mirko Kamenjašević
Mirko Kamenjašević (Tuzla, 1921. – Barcelona, 2003.), bosanskohercegovački športski novinar i svestrani športaš, uspješni atletičar, rukometaš i košarkaš

## Životopis
Rodio se u Tuzli. Sin poznatog soljanskog hrvatskog dužnosnika, HSS-ovca, poduzetnika i odbornika ZAVNOBiHa Ante Kamenjaševića. Studirao u Zagrebu. Tijekom studija članom atletske sekcije HAŠK-a. Bavio se raznim športovima. Poslije rata bio uspješan u šprinterskim atletskim disciplinama, u kojima je bio prvak BiH i reprezentativac. Uspješan i u rukometu i u košarci. Bio je bh. reprezentativac u košarci i rukometu. Član momčadi Milicionara (poslije zvan Bosna) u velikom rukometu koja je 1952. bila europski klupski prvak. Veliki rukomet se u Jugoslaviji igrao do 1950., a RK Milicionar iz Sarajeva je osvojio nekoliko naslova prvaka Jugoslavije.
Poslije športaške karijere okrenuo se športskom izvjestiteljstvu. Preko 40 godina bio je športski izvjestitelj Radio Sarajeva. Pratio brojna svjetska športska natjecanja. Vrsna znanja i prepoznatljiva temperamenta u športskim prijenosima, osobito kao komentiranja nogometnih utakmica. Spontane Kamenjaševićeve reakcije stekle su simpatije športske javnosti. Bio na čelu bosanskohercegovačkih novinara. Za vrijeme velikosrpske agresije na BiH izbjegao je u Španjolsku, u kojoj je živio do kraja života.

## Nagrade
Dobio mnogo društvenih i športskih priznanja.